# Stuttgart (Arkansas)
Stuttgart ist eine Stadt im US-Bundesstaat Arkansas und zusammen mit DeWitt ein County Seat von Arkansas County. Das U.S. Census Bureau hat bei der Volkszählung 2020 eine Einwohnerzahl von 8.264 ermittelt.

## Geographie
Die Stadt liegt etwa 70 km südöstlich von Little Rock am U.S. Highway 79. Der Flughafen Stuttgart Municipal Airport liegt etwa 10 km nördlich. Nach den Angaben des United States Census Bureau hat die Stadt eine Fläche von 16,0 km², ausschließlich Land.

## Geschichte
Dieses Stuttgart wurde im Jahr 1878 von Adam Bürkle aus Plattenhardt gegründet. Bürkle, der 1852 nach Amerika ausgewandert war, arbeitete zuerst in Lansing (Michigan) als Pfarrer. Im Oktober 1878 gründete er mit 65 Personen eine Siedlung am Gum Pond, einem Teich, dessen Ufer Gummibäume aufwies. Als er 1880 ein Postamt in seinem Haus einrichtete, musste der Ort einen Namen bekommen. In Erinnerung an seine alte Heimat gab er diesem den Namen „Stuttgart“.
1882 wurde die Eisenbahn gebaut. Die Trasse führte aber nicht an dem Postamt vorbei; deshalb hielt der Zug auch nicht an Bürkles Siedlung. Bürkle besaß jedoch Grundstücke an der Eisenbahntrasse. So baute er eine Hütte in die Nähe der Schienen und nagelte ein Schild mit dem Namen „Stuttgart“ an. Hier entwickelte sich das neue Stadtzentrum, etwa zwei Meilen südöstlich seines Hauses. Er erhielt finanzielle Unterstützung durch seinen Bruder, den Geistlichen und Schriftsteller Johann Martin Bürkle, der seit 1894 ebenfalls in Stuttgart lebte.
Stuttgart wurde 1884 zur Stadt erhoben. Anfang des 20. Jahrhunderts wurden erhebliche Anstrengungen unternommen, um die Wirtschaft voranzutreiben. Es entstanden vor allem holzverarbeitende Werkstätten. 1902 testete ein Farmer den Reisanbau. 1904 wurde das erste kommerzielle Reisfeld mit einer Größe von 70 Morgen angelegt. Hunderte von Familien aus dem Norden und dem mittleren Westen kamen nach Stuttgart und kauften Land, um von dem nun florierenden Reisanbau zu profitieren. 1907 wurde eine Reismühle gebaut und heute befindet sich in der Stadt der Sitz von Riceland Foods, das für ein Drittel der US-Reisernte verantwortlich ist. Nach dem Zweiten Weltkrieg wurden rund um Stuttgart auch Sojabohnen angebaut.
Stuttgart bezeichnet sich als die Welthauptstadt des Reises und der Entenjagd (Rice and Duck Capital of the World). Es werden jährlich Entenjagd-Meisterschaften ausgetragen. Viele Geschäfte haben sich auf den Verkauf oder die Herstellung von Jagdbekleidung und -ausrüstung (insbesondere Lockpfeifen) spezialisiert.
Ein örtliches Heimatmuseum führt den interessierten Touristen durch die Geschichte der Stadt. Das Museum wird ehrenamtlich geführt, der Eintritt ist frei.

## Persönlichkeiten
- Marion Berry (1942–2023), Politiker, Mitglied des US-Repräsentantenhauses

## Sonstiges
Der Film Rosalie Goes Shopping von Percy Adlon (1988, USA) spielt in Stuttgart/Arkansas. Die Bayerin Rosalie (Marianne Sägebrecht) lebt dort mit ihrer Familie. Rosalie ist folgsame Konsumentin der Verlockungen der Werbung. Das bringt sie mehr und mehr auf die schiefe Bahn. Mit gefälschten Kreditkarten und Schecks geht sie in Stuttgart auf Einkaufstour.
Ein Sketch der Fernsehserie „Sketch History“ (Folge 8, 3. Staffel) spielt in Stuttgart.